# 叶咽纲
葉咽綱（學名：Phyllopharyngea），又名層狀咽頭綱，是纖毛蟲門原生生物的總稱，當中還包括一些非常不尋常的特化物種。在系統分類學，葉咽綱屬於纤毛虫门內大核亞門的Ventrata下門。這些物種的運動細胞（Motile cells）通常只在特定部分才有纖毛，例如其腹側面、又或某些由具有特徵性超微結構的單核苷酸產生的部分。然而，
吸管蟲類的成熟個體完全沒有纖毛，所以最初並未有歸入纖毛蟲類。

## 分類
截至2019年9月16日，WoRMS紀錄本綱由下列五個分類單元組成：
- 漏斗類 (漏斗亞綱, Chonotrichia)
  - 外生胚類(外生胚目, Exogemmida)
  - 內生胚類(內生胚目, Cryptogemmida)
- 管口亞綱（Cyrtophoria[4]：舊作管口目[5]）現時已不再有任何成員，全合併到叶咽亚纲。
- 叶咽亚纲 (層狀咽頭亞綱, Phyllopharyngia)
  - 齿管目 Chlamydodontida Deroux（法语：Deroux）, 1976[1]：原為齿管亚目[5]
  - 偏体目 Dysteriida Deroux, 1976[2]：下領四科[6]。原為偏体亚目（Dysteriina）[7][5]。
- 有吻亞綱 (Rhynchodia)
  - 有吻類 (有吻目, Rhynchodida)
  - 下吻虫目 Hypocomatida[8]
- 吸管亚纲 (吸管類, 吸管蟲類, 吸管蟲亞綱, Suctoria)
  - 外生芽類(外生芽目, Exogenida)
  - 內生芽類(內生芽目, Endogenida)
  - 外轉芽類(外轉芽目, Evaginogenida)
  - 其他目地位未定物種
    - Anthacineta (Collin, 1909) Jankowski, 1978[9]

## 延伸閱讀
- Park, Mi-Hyun; Min, Gi-Sik. . Acta Protozoologica. 2014, 53 (3): 257–268  [2016-09-10]. doi:10.4467/16890027AP.14.023.1998. （原始内容存档于2016-09-20）.
- . NCBI （英语）.